# 시우다드 레알 마드리드
시우다드 레알마드리드 (Ciudad Real Madrid)는 레알 마드리드의 훈련 구장으로 마드리드 외곽 발데베바스에 있다. 인근에 바라하스 공항이 있다.
2003년까지 사용된 구 훈련구장인 시우다드 데포르티바 (Ciudad Deportiva)를 대체하며, 첫 회장직을 맡았을 때 €480M으로 구 훈련구장을 매각하였던 플로렌티노 페레스가 기획한 것이다. 이 구장은, 선수들과 코칭스태프들에게, 구장 위치를 따서, 잘 알려진 '발데베바스'라는 별명이 붙었다. 2005년에 개장하고, 훈련장은 아카데미, 자재실, 시청각실, 재활센터, 의료시설 (진단실, 치료실, 추가적 재활 시설, 그리고 여러 풀(pool)을 갖춘 물요법 시설을 갖추고 있다.)을 가지고 있다. 그리고 훈련시설과 13개의 피치를 가지고 있다. - 3개의 보통 사이즈 인조잔디 구장과 2개의 보통 사이즈 천연잔디 구장을 갖추고 있으며 유스와 1군이 하나씩 사용한다. 5개의 구장이 1/3사이즈를 가지고 있고, 이 중 3개가 인조잔디 구장, 2개가 천연잔디 구장이다. 시우다드 레알 마드리드는 리저브 팀인 레알 마드리드 카스티야의 홈 구장으로 사용되는 에스타디오 알프레도 디 스테파노가 내부에 있다. 아직 21,598 평방미터만이 현재 사용되고 있지만, 전체 면적은 1,200,000 평방미터이다.